# Panuwat Kerdthongtavee
Panuwat Kerdthongtavee (ภานุวัฒน์ เกิดทองทวี), noto anche con lo pseudonimo di Copter (คอปเตอร์) (Bangkok, 31 gennaio 1997), è un attore televisivo thailandese conosciuto in particolare per l'interpretazione di Kit in Duen kiao duen - 2Moons: The Series.

## Biografia
È arrivato tra i finalisti della decima edizione del reality show The Star nel 2014 e lo stesso anno ha recitato in un episodio di My Melody 360 Ongsa Rak.
Nel 2017 ha il suo primo ruolo da protagonista, quello di Kit in Duen kiao duen - 2Moons: The Series, mentre l'anno successivo è nel cast di Way Back Home.
Dal 2017, insieme a quattro co-protagonisti di "Duen kiao duen - 2Moons: The Series", fa anche parte del gruppo musicale SBFIVE.

## Filmografia

### Televisione
- My Melody 360 Ongsa Rak - serie TV, 1 episodio (2014)
- Duen kiao duen - 2Moons: The Series - serie TV, 12 episodi (2017-in corso)
- Way Back Home - serie TV (2018)
- ʼʼGen Yʼʼ - serie tv 2020

### Cortometraggi
- Boy Peacemaker (2016)[1]

## Discografia (con gli SBFIVE)

### Singoli
- 2017 - WHENEVER